# Uğurlugüme, Şaphane
Uğurlugüme là một xã thuộc huyện Şaphane, tỉnh Kütahya, Thổ Nhĩ Kỳ. Dân số thời điểm năm 2008 là 108 người.